# Joan Molas i Casas

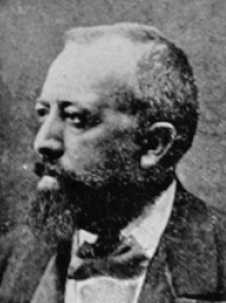
Joan Molas i Casas.

Joan Molas i Casas, född 1854 i Barcelona, död där 1904, var en spansk (katalansk) dramatiker.
Molas i Casas skrevit ett 40-tal teaterstycken, övervägande komedier och zarzuelas på vers, a vilka de mest populära är Carambolas! (1876), Endevant las atxas (1877), De Nadal á San Esteve (1878), De la terra al sol (1886), Ral per duro (1880), La nit de nuvis (1882), Una senyora sola (1882), La hortelana de Born (1883), Las cuas, Lo rustich Bertoldo, La mal del inglés, La Virgen de las Mercedes och Cada casa es un mon. Han var även verksam tidskriftsutgivare. 